# Sylvia Mathews Burwell
Sylvia Mary Burwell (de soltera Mathews; Hinton, Virginia Occidental; 23 de junio de 1965) es una trabajadora gubernamental estadounidense que se desempeña como la 15.ª presidenta de la Universidad Americana desde el 1 de junio de 2017. Entre 2014 y 2017, sirvió como la 22.ª secretaria de Salud y Servicios Humanos de los Estados Unidos bajo la presidencia de Barack Obama.

## Biografía

### Primeros años y educación
Nació y se crio en Hinton, Virginia Occidental, un pequeño pueblo con una población de aproximadamente 3 000 habitantes.
Mostró interés por la política por primera vez cuando aún estaba en la escuela primaria, cuando se involucró en la campaña del padre de su mejor amiga para comisionado del condado y la primera campaña de Jay Rockefeller para gobernador. Mathews se desempeñó como presidente de su curso y jugó en el equipo de baloncesto de la escuela.
En 1982, fue estudiante de intercambio en Youth for Understanding en Japón. Mientras aún estaba en la universidad, se desempeñó como pasante para el congresista de Virginia Occidental Nick Rahall, como asistente del gobernador de Massachusetts, Michael Dukakis, y como investigadora para la campaña presidencial de este en 1988.

### Carrera

#### Administración deBill Clinton
Comenzó su carrera en 1990 como asociada en la consultora de Nueva York McKinsey & Company. En 1992, se unió a la campaña presidencial de Bill Clinton de 1992 y dirigió el equipo económico del presidente electo. Después de la toma de posesión de Clinton, Mathews, con Robert Rubin, ayudó a establecer el Consejo Económico Nacional (NEC). Se desempeñó como directora de personal del NEC entre 1993 y 1995. Mientras estaba en el NEC, la Casa Blanca impulsó la reforma de la atención médica. Fue una de los miembros de la administración que abogó por encontrar formas, además de la legislación, para reducir los costos de atención médica.
Cuando Rubin se convirtió en secretario del Tesoro en 1995, Mathews se convirtió en su jefa de gabinete. Testificó ante un Comité del Senado durante las investigaciones de Whitewater sobre su búsqueda de la basura de Vince Foster y el destino de los documentos que descubrió. Le dijo al Comité que había estado buscando una indicación de por qué Foster se había suicidado y negó haber ordenado que se destruyeran los documentos.
En 1997, el jefe de Gabinete Erskine Bowles designó a Mathews como subjefa de gabinete después de quedar impresionado por "su inteligencia durante una reunión en la Oficina Oval". Se convirtió en una de los dos subjefes de personal, sirviendo junto a John Podesta. Fue jefa adjunta de gabinete de políticas, encargada de mantener a la Casa Blanca enfocada en su agenda en medio del proceso de destitución de Clinton.
Más tarde, Bowles la elogió como inteligente, trabajadora y hábil para hacer que las personas trabajen juntas y dijo: "Nunca he conocido a una persona que haga todas esas cosas tan bien". Bowles renunció en 1998, momento en el que Podesta fue nombrado jefe de personal y Mathews se trasladó a la Oficina de Administración y Presupuesto, donde asumió el cargo de subdirectora bajo la dirección de Jack Lew. Permaneció en la esta oficina durante el resto de la presidencia de Clinton, durante una época de tres superávits presupuestarios.

#### Directora de la Oficina de Administración y Presupuesto
El 3 de marzo de 2013, el presidente Barack Obama la nominó para ser la directora de la Oficina de Administración y Presupuesto de la Casa Blanca. El 10 de abril se llevó a cabo una audiencia de confirmación. La nominación de Burwell recibió el apoyo bipartidista, que culminó con la confirmación por parte del Senado en una votación de 96 a 0. Con su confirmación, se convirtió en la segunda mujer en ocupar el cargo de directora de la OMB, siendo la primera Alice Rivlin, quien ocupó el cargo de 1994 a 1996.

#### Secretaria de Salud y Servicios Humanos
El 11 de abril de 2014, Obama nominó a Burwell para ser la próxima secretaria de Salud y Servicios Humanos, sucediendo a Kathleen Sebelius, quien había anunciado su renuncia el día anterior. En el momento de su nominación, Obama elogió a Burwell como una "gerente comprobada y que sabe cómo generar resultados". El Senado confirmó a Burwell como secretaria el 5 de junio de 2014, con una votación de 78 a 17. Asumió el cargo el 9 de junio de 2014. A partir de 2014, el secretario supervisó el Departamento de Salud y Servicios Humanos, que incluía el equivalente a 77 000 empleados de tiempo completo y la gestión de varias agencias y programas, incluidos Medicare y Medicaid, los Institutos Nacionales de Salud, los Institutos de Alimentos y Administración de Medicamentos y los Centros para el Control y la Prevención de Enfermedades. Al final de su mandato, recibió elogios de los senadores demócratas y republicanos.

#### Universidad Americana
Menos de una semana después de dejar su puesto como secretaria de Salud, la Universidad Americana anunció que Burwell se desempeñaría como la próxima presidenta de la universidad, la posición de liderazgo más alta de su escuela a pesar de no haber obtenido una maestría o un doctorado. Burwell comenzó su mandato el 1 de junio de 2017, convirtiéndose en la decimoquinta presidenta de Estados Unidos y la primera mujer en asumir el cargo.

### Vida personal
Conoció al abogado y nativo de Seattle Stephen Burwell en 2005 cuando trabajaba para la Fundación Gates. Burwell le propuso matrimonio en Bellepoint Park, un parque que Mathews había visitado a menudo cuando era pequeña en Hinton, y la pareja se casó en Seattle en 2007. La pareja tiene dos hijos.